# Canton de Villeurbanne-Sud
Le canton de Villeurbanne-Sud est une ancienne division administrative française, située dans le département du Rhône en région Rhône-Alpes.

## Composition
Le canton était formé d'une partie de la commune de Villeurbanne.

## Histoire
- Le canton de Villeurbanne a été créé par la loi du 22.06.1854 (dédoublement du canton de La Guillotière).
- Le canton de Villeurbanne-Sud est créé par le décret du 10 janvier 1964, en divisant l'ancien canton de Villeurbanne, créé en 1854.
- Le 1er janvier 2015, le canton disparaît avec la naissance de la métropole de Lyon.

## Représentation

### Conseillers généraux du Canton de Villeurbanne (1855-1964)
| Période | Période      | Identité                              | Étiquette                   | Qualité                                                                                       |
| ------- | ------------ | ------------------------------------- | --------------------------- | --------------------------------------------------------------------------------------------- |
| 1855    | 1864         | Alphonse Humbert Jean François Valois |                             | Président de chambre à la Cour Impériale de Lyon                                              |
| 1864    | 1871         | Jacques Lubin Buer                    |                             | Vétérinaire, maire de Villeurbanne                                                            |
| 1871    | 1877 (décès) | Juste Feuillat                        |                             | Ingénieur civil Président du Conseil Général (1873-1875)                                      |
| 1877    | 1880         | François Varambon                     | Républicain                 | Avocat au barreau de Lyon Député (1876-1883) Ancien conseiller général du Canton de Lyon-VIII |
| 1880    | 1898         | Jean-François Garapon                 | Comité socialiste puis Rad. | Arpenteur Maire de Vénissieux (1876-1879)                                                     |
| 1898    | 1904         | Antoine Pommerol (1858-1930)          | Rad.                        | Maire de Saint-Fons (1896-1904)                                                               |
| 1904    | 1934         | Jean Voillot                          | POF puis SFIO               | Menuisier Député (1914-1919) Sénateur (1927-1936)                                             |
| 1934    | 1935 (décès) | Jules Grandclément                    | PC-SFIC                     | Médecin Maire de Villeurbanne (1908-1922)                                                     |
| 1935    | 1940         | Georges Lévy                          | PC-SFIC                     | Médecin Député (1919-1924 et 1936-1940) - révoqué suite au décret Daladier                    |
|         |              |                                       |                             |                                                                                               |
| 1942    | 1945         | Jean Fromont                          |                             | Adjoint au maire de Villeurbanne Nommé conseiller départemental en 1942                       |
|         |              |                                       |                             |                                                                                               |
| 1945    | 1961         | Marcel Dutartre (1906-1979)           | PCF                         | Ouvrier toupilleur Adjoint au maire de Villeurbanne, ancien conseiller d'arrondissement       |
| 1961    | 1964         | Étienne Gagnaire                      | SFIO                        | Industriel Député (1956-1958 et 1973-1978) Maire de Villeurbanne (1954-1977)                  |

### Conseillers d'arrondissement du canton de Villeurbanne (de 1855 à 1940)
| Période                                  | Période      | Identité                  | Étiquette         | Qualité |
| ---------------------------------------- | ------------ | ------------------------- | ----------------- | --- |
|                                          |              |                           |                   | |
| 1880                                     | 1903 (décès) | Frédéric Faÿs (1840-1903) | Socialiste        | Maire de Villeurbanne (1892-1903)                                                                           |
| Avr.1903                                 | 1913 (décès) | Pierre Baratin            | SFIO              | Cultivateur, adjoint au maire de Villeurbanne                                                               |
| 1913                                     | 1919         | Henri Bonnet              |                   | Industriel (minotier) à Villeurbanne                                                                        |
| 1919                                     | 1925         | Jules Grandclément        | SFIO puis PC-SFIC | Médecin, maire de Villeurbanne                                                                              |
| 1925                                     | 1931         | Lazare Goujon             | SFIO              | Médecin, maire de Villeurbanne (1924-1935 et 1947-1954), député (1928-1936)                                 |
| 1931                                     | 1937         | Louis Ailloud             | SFIO              | Maire de Bron (1925-1935)                                                                                   |
| 1937                                     | 1940         | Marcel Dutartre           | PC-SFIC           | Ouvrier toupilleur - révoqué suite au décret Daladier                                                       |
| 1940                                     |              |                           |                   | Les conseils d'arrondissement ont été suspendus par la loi du 12 octobre 1940 et n'ont jamais été réactivés |
| Les données manquantes sont à compléter. |              |                           |                   | |

### Conseillers généraux du Canton de Villeurbanne-Sud (1964 à 2014)
| Période         | Période          | Identité            | Étiquette      | Qualité |
| --------------- | ---------------- | ------------------- | -------------- | --- |
| 1964            | 1979             | Étienne Gagnaire    | SFIO puis MDSF | Député (1956-1958 et 1973-1978) Maire de Villeurbanne (1954-1977)                                                                          |
| 1979            | 1990 (démission) | Jean-Jack Queyranne | PS             | Maître de conférences à l'Université Député (1981-1993, 2002-2012) Maire de Bron (1989-1997)                                               |
| 1990            | 2002 (démission) | Nathalie Gautier    | PS             | Conseillère en formation - Urbaniste Suppléante du député Jean-Paul Bret (1997-2002) Députée (2002-2006) Adjointe au maire de Villeurbanne |
| 20 octobre 2002 | 2004             | Daniel Rendu        | UMP            | Médecin, conseiller municipal de Villeurbanne                                                                                              |
| 2004            | 2011             | Lilian Zanchi       | PS puis DVG    | Cadre de la fonction publique territoriale Suppléant de la députée Nathalie Gautier (2002-2006) - Député (2006-2007)                       |
| 2011            | 2014             | Claire Le Franc     | PS             | Chargée de mission Adjointe au maire de Villeurbanne                                                                                       |

## Évolution démographique
| 1982   | 1990   | 1999   | 2006   | 2011   | 2012   |
| ------ | ------ | ------ | ------ | ------ | ------ |
| 39 922 | 39 780 | 41 756 | 45 878 | 48 261 | 48 619 |